# لیگ قهرمانان اروپا ۲۴–۲۰۲۳
لیگ قهرمانان اروپا ۲۴–۲۰۲۳ (به انگلیسی: 2023–24 UEFA Champions League) سی و دومین دوره از مسابقات لیگ قهرمانان اروپا است که توسط یوفا برگزار شد. فینال این فصل در ورزشگاه ومبلی با قهرمانی رئال مادرید خاتمه یافت.
این آخرین دوره از مسابقات لیگ قهرمانان اروپا است که با فرمت ۳۲ تیمی برگزار می‌شود. برنده این مسابقات به صورت مستقیم برای مرحله گروهی فصل بعد رقابت‌ها واجد شرایط می‌شود. و به مصاف برنده لیگ اروپا ۲۴–۲۰۲۳ در سوپر جام اروپا ۲۰۲۴ خواهد رفت. همچنین برنده این مسابقات به جام باشگاه‌های جهان ۲۰۲۵ راه خواهد یافت.

## مرحله گروهی
قرعه کشی مرحله گروهی روز ۹ شهریور و آغاز مسابقات مرحله گروهی روز ۲۸ شهریور بود.

## تیم‌ها برروی نقشه
قرعه کشی مرحله گروهی لیگ قهرمانان اروپا ۲۴–۲۰۲۳ در سالن انجمن گریمالدی موناکو در ۳۱ اوت ساعت ۱۸:۰۰ محلی انجام شد. ۳۲ تیم در ۸ گروه چهار تیمی قرار گرفتند. برای قرعه کشی، تیم‌ها بر اساس اصول زیر در چهار گلدان، هر هشت تیم، قرار گرفتند:
گلدان ۱ شامل دارندگان عنوان لیگ قهرمانان و لیگ اروپا و قهرمانان شش فدراسیون (اتحادیه) برتر بر اساس ضرایب اتحادیه یوفا در فصل ۲۰۲۱–۲۲ بود. از آنجایی که منچسترسیتی قهرمان (لیگ برتر ۲۰۲۲–۲۳) قهرمان لیگ قهرمانان اروپا در فصل ۲۰۲۲–۲۳ شد، قهرمان فدراسیون ۷ (اردیویسه هلند) فاینورد وارد گلدان ۱ شد.
گلدان‌های ۲، ۳ و ۴ شامل تیم‌های واجد شرایط باقی‌مانده بودند که گلدان آنها با ضریب باشگاهی یوفا (CC) تعیین می‌شد.
تیم‌های یک فدراسیون (اتحادیه) نمی‌توانند به یک گروه کشیده شوند.
یونیون برلین و رویال آنتورپ برای نخستین بار در مرحله گروهی حاضر بودند.
در مجموع تیم‌هایی از ۱۵ فدراسیون در مرحله گروهی حضور داشتند.

## جدول مرحله گروهی

### گروه A
| رتبه | تیم            | بازی | ب | م | ش | گ‌ز | گ‌خ | ام | راه‌یابی             |
| ---- | -------------- | ---- | - | - | - | -- | -- | -- | ------------------- |
| ۱    | بایرن مونیخ    | ۶    | ۵ | ۱ | ۰ | ۱۲ | ۶  | ۱۶ | صعود به دور حذفی    |
| ۲    | گپنهاگن        | ۶    | ۲ | ۲ | ۲ | ۸  | ۸  | ۸  | صعود به دور حذفی    |
| ۳    | گالاتاسرای     | ۶    | ۱ | ۲ | ۳ | ۱۰ | ۱۳ | ۵  | انتقال به لیگ اروپا |
| ۴    | منچستر یونایتد | ۶    | ۱ | ۱ | ۴ | ۱۲ | ۱۵ | ۴  |                     |

### گروه B
| رتبه | تیم      | بازی | ب | م | ش | گ‌ز | گ‌خ | ام | راه‌یابی             |
| ---- | -------- | ---- | - | - | - | -- | -- | -- | ------------------- |
| ۱    | آرسنال   | ۶    | ۴ | ۱ | ۱ | ۱۶ | ۴  | ۱۳ | صعود به دور حذفی    |
| ۲    | آیندهوون | ۶    | ۲ | ۳ | ۱ | ۸  | ۱۰ | ۹  | صعود به دور حذفی    |
| ۳    | لانس     | ۶    | ۲ | ۲ | ۲ | ۶  | ۱۱ | ۸  | انتقال به لیگ اروپا |
| ۴    | سویا     | ۶    | ۰ | ۲ | ۴ | ۷  | ۱۲ | ۲  |                     |

### گروه C
| رتبه | تیم          | بازی | ب | م | ش | گ‌ز | گ‌خ | ام | راه‌یابی             |
| ---- | ------------ | ---- | - | - | - | -- | -- | -- | ------------------- |
| ۱    | رئال مادرید  | ۶    | ۶ | ۰ | ۰ | ۱۶ | ۷  | ۱۸ | صعود به دور حذفی    |
| ۲    | ناپولی       | ۶    | ۳ | ۱ | ۲ | ۱۰ | ۹  | ۱۰ | صعود به دور حذفی    |
| ۳    | براگا        | ۶    | ۱ | ۱ | ۴ | ۶  | ۱۲ | ۴  | انتقال به لیگ اروپا |
| ۴    | یونیون برلین | ۶    | ۰ | ۲ | ۴ | ۶  | ۱۰ | ۲  |                     |

### گروه D
| رتبه | تیم          | بازی | ب | م | ش | گ‌ز | گ‌خ | ام | راه‌یابی             |
| ---- | ------------ | ---- | - | - | - | -- | -- | -- | ------------------- |
| ۱    | رئال سوسیداد | ۶    | ۳ | ۳ | ۰ | ۷  | ۲  | ۱۲ | صعود به دور حذفی    |
| ۲    | اینترمیلان   | ۶    | ۳ | ۳ | ۰ | ۸  | ۵  | ۱۲ | صعود به دور حذفی    |
| ۳    | بنفیکا       | ۶    | ۱ | ۱ | ۴ | ۷  | ۱۱ | ۴  | انتقال به لیگ اروپا |
| ۴    | سالزبورگ     | ۶    | ۱ | ۱ | ۴ | ۴  | ۸  | ۴  |                     |

### گروه E
| رتبه | تیم            | بازی | ب | م | ش | گ‌ز | گ‌خ | ام | راه‌یابی             |
| ---- | -------------- | ---- | - | - | - | -- | -- | -- | ------------------- |
| ۱    | اتلتیکو مادرید | ۶    | ۴ | ۲ | ۰ | ۱۷ | ۶  | ۱۴ | صعود به دور حذفی    |
| ۲    | لاتزیو         | ۶    | ۳ | ۱ | ۲ | ۷  | ۷  | ۱۰ | صعود به دور حذفی    |
| ۳    | فاینورد        | ۶    | ۲ | ۰ | ۴ | ۹  | ۱۰ | ۶  | انتقال به لیگ اروپا |
| ۴    | سلتیک          | ۶    | ۱ | ۱ | ۴ | ۵  | ۱۵ | ۴  |                     |

### گروه F
| رتبه | تیم             | بازی | ب | م | ش | گ‌ز | گ‌خ | ام | راه‌یابی             |
| ---- | --------------- | ---- | - | - | - | -- | -- | -- | ------------------- |
| ۱    | دورتموند        | ۶    | ۳ | ۲ | ۱ | ۷  | ۴  | ۱۱ | صعود به دور حذفی    |
| ۲    | پاری سن-ژرمن    | ۶    | ۲ | ۲ | ۲ | ۹  | ۸  | ۸  | صعود به دور حذفی    |
| ۳    | آث میلان        | ۶    | ۲ | ۲ | ۲ | ۵  | ۸  | ۸  | انتقال به لیگ اروپا |
| ۴    | نیوکاسل یونایتد | ۶    | ۱ | ۲ | ۳ | ۶  | ۷  | ۵  |                     |

### گروه G
| رتبه | تیم              | بازی | ب | م | ش | گ‌ز | گ‌خ | ام | راه‌یابی             |
| ---- | ---------------- | ---- | - | - | - | -- | -- | -- | ------------------- |
| ۱    | منچسترسیتی       | ۶    | ۶ | ۰ | ۰ | ۱۸ | ۷  | ۱۸ | صعود به دور حذفی    |
| ۲    | لایپزیگ          | ۶    | ۴ | ۰ | ۲ | ۱۳ | ۱۰ | ۱۲ | صعود به دور حذفی    |
| ۳    | یانگ بویز        | ۶    | ۱ | ۱ | ۴ | ۷  | ۱۳ | ۴  | انتقال به لیگ اروپا |
| ۴    | ستاره سرخ بلگراد | ۶    | ۰ | ۱ | ۵ | ۷  | ۱۵ | ۱  |                     |

### گروه H
| رتبه | تیم      | بازی | برد | م | باخت | گ‌ز | گ‌خ | امتیاز | راه‌یابی             |
| ---- | -------- | ---- | --- | - | ---- | -- | -- | ------ | ------------------- |
| ۱    | بارسلونا | ۶    | ۴   | ۰ | ۲    | ۱۲ | ۶  | ۱۲     | صعود به دور حذفی    |
| ۲    | پورتو    | ۶    | ۴   | ۰ | ۲    | ۱۵ | ۸  | ۱۲     | صعود به دور حذفی    |
| ۳    | شاختار   | ۶    | ۳   | ۰ | ۳    | ۱۰ | ۱۲ | ۹      | انتقال به لیگ اروپا |
| ۴    | آنتورپ   | ۶    | ۱   | ۰ | ۵    | ۶  | ۱۷ | ۳      |                     |

## مرحله حذفی

### یک شانزدهم
قرعه کشی مرحله یک شانزدهم نهایی در تاریخ ۱۸ دسامبر ۲۰۲۳ (۲۷ آذر ۱۴۰۲) برگزار شد و نتایج زیر حاصل شد:
| تیم ۱        | نتیجه نهایی | تیم ۲          | بازی رفت | بازی برگشت |
| ------------ | ----------- | -------------- | -------- | ---------- |
| پورتو        | ۱–۱ پ*(۲–۴) | آرسنال         | ۱–۰      | ۰–۱        |
| ناپولی       | ۲–۴         | بارسلونا       | ۱–۱      | ۱–۳        |
| پاری سن-ژرمن | ۴–۱         | رئال سوسیداد   | ۲–۰      | ۲–۱        |
| اینتر        | ۲–۲ *پ(۲–۳) | اتلتیکو مادرید | ۱–۰      | ۱–۲        |
| آیندهوون     | ۱–۳         | دورتموند       | ۱–۱      | ۰–۲        |
| لاتزیو       | ۱–۳         | بایرن مونیخ    | ۱–۰      | ۰–۳        |
| کپنهاگن      | ۲–۶         | منچسترسیتی     | ۱–۳      | ۱–۳        |
| لایپزیگ      | ۱–۲         | رئال مادرید    | ۰–۱      | ۱–۱        |

### یک چهارم
| تیم ۱          | نتیجه نهایی | تیم ۲       | بازی رفت | بازی برگشت |
| -------------- | ----------- | ----------- | -------- | ---------- |
| آرسنال         | ۲–۳         | بایرن مونیخ | ۲–۲      | ۰–۱        |
| اتلتیکو مادرید | ۴–۵         | دورتموند    | ۲–۱      | ۲–۴        |
| رئال مادرید    | ۴–۴ *پ(۴–۳) | منچسترسیتی  | ۳–۳      | ۱–۱        |
| پاری سن-ژرمن   | ۶–۴         | بارسلونا    | ۲–۳      | ۴–۱        |

### نیمه نهایی
| تیم ۱       | نتیجه‌نهایی | تیم ۲        | بازی رفت | بازی برگشت |
| ----------- | ---------- | ------------ | -------- | ---------- |
| دورتموند    | ۲–۰        | پاری سن-ژرمن | ۱–۰      | ۱–۰        |
| رئال مادرید | ۴–۳        | بایرن مونیخ  | ۲–۲      | ۲–۱        |

### فینال
مسابقه فینال در تاریخ ۱ ژوئن ۲۰۲۴ (۱۲ خرداد ۱۴۰۳) در ورزشگاه ومبلی لندن برگزار شد.
| دورتموند | ۰–۲ | رئال مادرید             |
| -------- | --- | ----------------------- |
|          |     | کارواخال ۷۴ وینیسیوس ۸۳ |

|  | قوانین مسابقه - ۹۰ دقیقه وقت قانونی - در صورت مساوی شدن دو تایم ۱۵ دقیقه ای وقت اضافی - در صورت مساوی بودن ، ضربات پنالتی - حداکثر ۱۲ بازیکن مجاز روی نیمکت - حداکثر پنج تعویض در ۹۰ دقیقه، ششمین تعویض مجاز می‌شود در وقت اضافه |

## قهرمان
| قهرمان لیگ قهرمانان اروپا ۲۰۲۴ |
| ------------------------------ |
| رئال مادرید                    |
| پانزدهمین قهرمانی              |